# Cirque du Sisca
Pour les articles homonymes, voir Sisca.
Le cirque du Sisca est un cirque naturel des Pyrénées situé à l'ouest de la commune de L'Hospitalet-près-l'Andorre en Ariège, et bordé par la frontière franco-andoranne.

## Toponymie
Le cirque est drainé par le ruisseau de Sisca ou du Siscar, affluent en rive gauche de l'Ariège, qui lui a donné son nom.

## Géographie

### Topographie
Cirque très fermé de forme allongée, il contient en son sein l'étang du Sisca ; la crête en « dents de scie » est formée du Roc Mélé (2 811 m), du Pic de la Cabanette (2 818 m), du Cylindre d'Escobes (2 660 m), et du Pic d'Escobes (2 779 m).

### Géologie
Ce cirque est d'origine glaciaire.